# خیابان فلیت
خیابان فلیت (انگلیسی: Fleet Street) یکی از خیابان‌های اصلی و قدیمی شهر لندن است.
این خیابان که در سیتی لندن قرار دارد ساختمان‌های مهمی همچون کلیسای تمپل، کلیسای سنت برایدز و ساختمان سابق روزنامه دیلی تلگراف در آن قرار دارد.

## افراد ساکن مشهور
- بن جانسن
- جان میلتون
- جان درایدن
- ادموند برک
- الیور گلداسمیت
- ساموئل جانسون

## نگارخانه

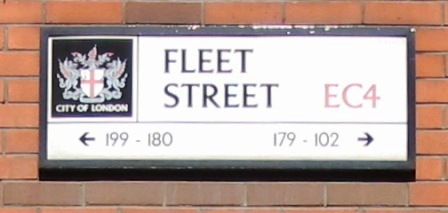
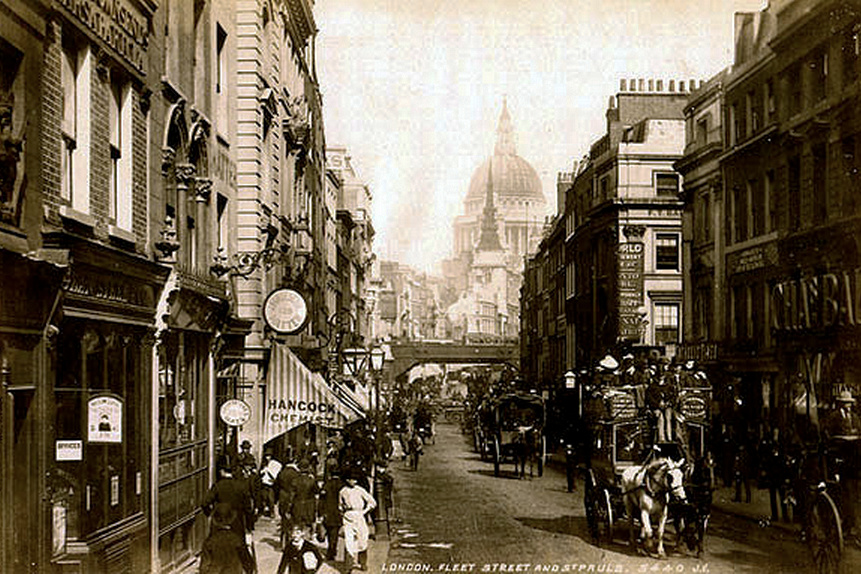
دهه ۱۸۹۰ میلادی
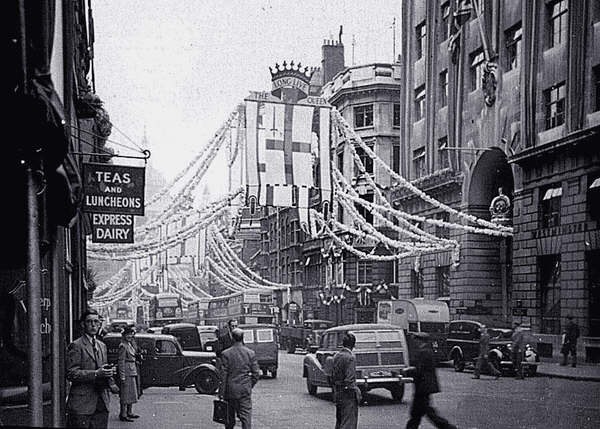
۱۹۵۳
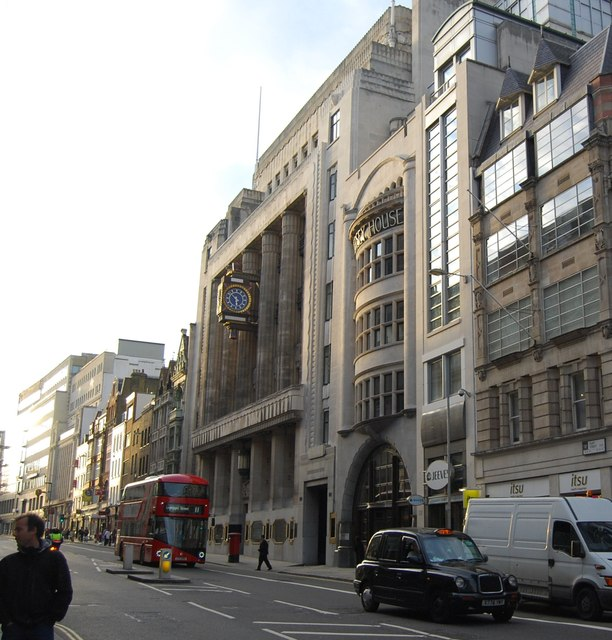
ساختمان سابق دیلی تلگراف